# Singāpur
Singāpur är en ort i Indien.   Den ligger i distriktet Rangareddi och delstaten Telangana, i den centrala delen av landet, 1 200 km söder om huvudstaden New Delhi. Singāpur ligger 594 meter över havet och antalet invånare är 24 457.
Terrängen runt Singāpur är platt. Runt Singāpur är det tätbefolkat, med 319 invånare per kvadratkilometer. Närmaste större samhälle är Serilingampalle, 18,8 km öster om Singāpur. Trakten runt Singāpur består till största delen av jordbruksmark.